# پیانو تریو شماره ۱ (دورژاک)
 پیانو تریو شماره ۱ در سی ♭ ماژور ,  (B. 51)، یک تریو پیانو اثر آنتونین دورژاک است  که در سال ۱۸۷۵ تکمیل شد. این اولین تریو از چهار تریو پیانوی باقی مانده دورژاک است، قبل از آن دو اثر از ۱۸۷۱ تا ۱۸۷۲ ساخته شده است که دورژاک آن ها را از بین برده است (B. 25 و B. 26). 

## ساختار
این قطعه از چهار موومان کلاسیک تشکیل شده است:
1. Allegro molto (سی♭ ماژور)
2. Adagio molto e mesto (سل مینور)
3. Allegretto scherzando (E♭ major) — Trio (سی ماژور)
4. Finale. Allegro vivace (سی♭ ماژور)

اجرای این قطعه می تواند از ۳۱ تا ۳۷ دقیقه متفاوت باشد. 

## تاریخچه
پیانو تریو در بهار ۱۸۷۵ نوشته شد و در تاریخ تکمیل ۱۴ مه ۱۸۷۵ تکمیل شده است. اولین نمایش این قطعه نیز در تاریخ ۱۷ فوریه ۱۸۷۷ در کنسرتی در پراگ برگزار شد.